# Hajiwka (obwód chmielnicki)
Hajiwka (ukr. Гаївка, do 2016 Ulianowe, ukr. Ульянове) – wieś na Ukrainie, w obwodzie chmielnickim, w rejonie chmielnickim, w hromadzie Teofipol. W 2001 liczyła 239 mieszkańców.